# Фрідріх Геттінг
Фрідріх Геттінг (нім. Friedrich Götting; 7 лютого 1886, Берлін — 3 січня 1946) — німецький військово-морський діяч, віце-адмірал крігсмаріне (1 жовтня 1937).

## Біографія
1 квітня 1903 року вступив на флот кадетом. Пройшов підготовку на навчальному кораблі «Штайн» і у військово-морському училищі. 28 вересня 1906 року отримав звання лейтенанта. У 1905-07 роках знаходився в плаванні в Східну Азію. З 22 листопада 1907 року — вахтовий офіцер на легкому крейсері. 17 вересня 1909 року перейшов у міноносний флот. Учасник Першої світової війни, капітан-лейтенант (27 січня 1915), командир міноносців S-53 (17 грудня 1915 — вересня 1917) і V-73 (вересень-грудень 1917). В січні 1918 року перейшов у підводний флот, в квітні-червні 1918 року командував підводними човнами U-97, U-93 і U-100.
Після закінчення війни залишений на флоті, з 1921 року служив в Морському керівництві, з 1 вересня 1922 по 31 грудня 1924 року — військово-морський ад'ютант військового міністра. З 27 липня 1925 року — 1-й офіцер Адмірал-штабу в штабі командувача ВМС на Балтиці. З 4 жовтня 1927 року — начальник відділу Імперського військового міністерства, з 1 червня 1929 року — начальник Військового управління. 5 жовтня 1931 року призначений командиром лінійного корабля «Шлезвіг-Гольштейн», з 29 вересня 1933 року — командувач в Свінемюнде.
3 жовтня 1934 року очолив торпедну інспекцію. 21 грудня 1939 року залишив пост і перейшов у розпорядження головнокомандувача ВМС. 1 вересня 1942 року призначений командувачем берегової обороною в Східній Балтиці, одночасно був комендантом фортеці Готенгафен. 28 лютого 1943 року замінений контрадміралом Йоахімом Платом. У травні 1945 року взятий в полон радянськими військами. Загинув в полоні.

## Нагороди
- Залізний хрест
  - 2-го класу (28 травня 1915)
  - 1-го класу (10 червня 1916)
- Ганзейський Хрест (Гамбург; 15 вересня 1917)
- Військовий Хрест Фрідріха-Августа (Ольденбург) 2-го (із застібкою «Перед ворогом») і 1-го класу (11 грудня 1917) — отримав 2 нагороди одночасно.
- Орден Меча, лицарський хрест 1-го класу (Швеція; 2 серпня 1918)
- Нагрудний знак підводника (1918) (14 жовтня 1919)
- Хрест «За вислугу років» (Пруссія) (25 років; грудень 1920)
- Фландрійський хрест із застібкою «Морська війна»
- Почесний хрест ветерана війни з мечами
- Німецький Олімпійський знак 1-го класу (5 вересня 1936)
- Медаль «За вислугу років у Вермахті» 4-го, 3-го, 2-го і 1-го класу (25 років; 2 жовтня 1936) — отримав 4 нагороди одночасно.
- Орден Корони Румунії, великий хрест з мечами (28 квітня 1942)